# Alfred Manessier

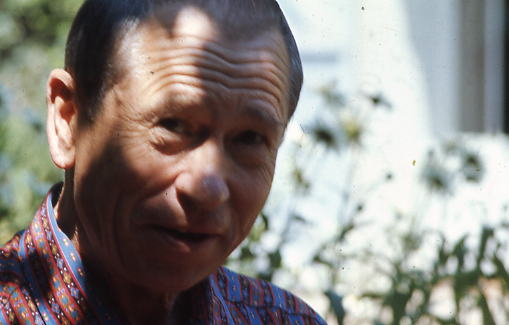
Alfred Manessier, 1971.

Alfred Manessier (Saint-Ouen, 5 de dezembro de 1911 — Orléans, 1 de agosto de 1993) foi um pintor francês, um dos mestres da Nouvelle École de Paris (Nova Escola de Paris).

## Biografia
Após os estudos na Escola de Belas Artes de Amiens, mais tarde na École Nationale Supérieure des Beaux-Arts (Escola Nacional Superior de Belas Artes) de Paris,  e depois de  iniciação na arquitetura e nos afrescos, consagra-se à pintura, antes de descobrir a tapeçaria e o vitral.
Em suas obras da juventude, as influências do impressionismo, do cubismo tardio, do surrealismo e do fauvismo fazem-se sentir. Contudo, como com todos os grandes pintores, Manessier apegou-se primeiramente à escola dos grandes mestres: Tintoretto, Tiziano, Renoir e, sobretudo, Rembrandt, cujo espírito encontra-se em um auto-retrato. E é exercitando-se na cópia de suas obras no Museu do Louvre que ele conhece Jean Le Moal.
Mas a obra de Manessier desenvolve-se plenamente a partir do momento em que ele descobre a necessidade de consagrar-se à pintura não figurativa. Próxima da arte abstrata, é preferível contudo qualificá-la de pintura não figurativa, como se verá. As obras de Manessier são de fa(c)to profundamente apoiadas na realidade, mesmo quando elas não são diretamente alusivas. Elas não são jamais construções gratuitas: elas se organizam sempre em torno de referências mais ou menos explícitas a lugares, eventos políticos, meditação sobre os textos sagrados. O quadro Salve Regina de 1945 é representativo da descoberta desse relação particular entre as emoções e as formas sensíveis.
Profundamente impregnado desde sua infância pelas paisagens e pela luz da baía de Somme, consagra numerosas telas aos meandros e reflexos do rio, ao litoral de sua região, aos portos do norte: Espaço matinal (1949). Mar do Norte (1954), Morte-eau (1954), Recordação da baía de Somme (1979). Alguns estudos para as paisagens da baía de Somme, para os quaros Maré baixa reencontram os tons delicados das obras da juventude: no estudo de 1979, reaaparecendo os tons sutis que prendem a água em L'Etale, óleo sobre cartão dos anos 1920, digno, da mesma forma que muitos outros, de um Johan Barthold Jongkind.
O vitral, do qual lhe falou Georges Rouault em 1947, tem igualmente um lugar maior na produção artística de Manessier. Muito respeitoso dos profissionais da arte do vitral, ele soube colocar-se à escuta deles, que o fizeram aproveitar de seu conhecimento e de sua experiência. Da mesma forma, ele foi até a escola de mestres vidraceiros, como François Lorin, a fim de consolidar sua escolha estética definitiva. É esse profundo conhecimento das diferentes possibilidades técnicas que permitiram a Manessier de desenvolver sua arte nos domínios da pintura da aquarela. da litografia, da tapeçaria e do vitral.
Seu interesse apaixonado pelo vitral conduziu-o à criar com Jean Bazaine a Association pour la Défense des Vitraux de France (Associação para a Defesa dos Vitrais de França), na seqüência das restaurações abusivas da catedral Notre-Dame de Chartres. Os atentados às obras de arte são, com efeito, para ele ao mesmo tempo crimes contra os homens, contra a vida de seus criadores, contra os homens a quem elas são oferecidas para que possam nutrir-se delas.
A primeira encomenda foi a dos vitrais da igreja Santa Ágata de Bréseux, em 1948. A instalação das vidraças constituiu um a(c)to fundador para a arte sacra: depois de muitas polémicas, o vitral não figurativa tomava lugar nas igrejas, reconhecido como digno de enriquecer o monumento sem desnaturalizar a função sacra. Manessier realizou também os vitrais da cripta da catedral de Essen, Alemanha, da cripta da igreja Sankt Gereon em Colônia, Alemanha, das igrejas de Brême, França, as catedrais de Friburgo, Suíça e de Saint-Dié, as igrejas de Pontarlier e Locronan, França e tantas outras.
Este aspecto de sua obra encontra seu apogeu nas vidraças da igreja do Santo Sepulcro de Abbeville, cuja instalação estava quase terminada para a inauguração em maio de 1993. Nesse último lugar, mais que em qualquer outro edifício antigo, ele soube fazer sua obra de tal maneira que elas não se impõem em detrimento da arquitetura, mas conseguem mesmo sublinhar e, por vezes, até despertar o interesse estético. Ele partilha essa capacidade de oferecer às pedras das igrejas um novo nascimento, antes de relegá-las ao segundo plano, uma decoração sem alma, com seus amigos Jean Bazaine, Jean Le Moal e Elvire Jan, que foram, em diversas oportunidades, seus colaboradores nas realizações mais importantes.
A obra de Manessier foi coroada com prêmios internacionais. Selecionada para a Bienal de Veneza em 1950, o Grande Prêmio de Pintura foi-lhe atribuído em 1962, enquanto que Giacometti obteve o Grande Prêmio de Escultura. Manessier foi o último pintor francês assim recompensado, depois de Matisse, Jacques Villon e Raoul Dufy. Ele expôs obras de grande formato sobre os temas da Paixão de Cristo e da Páscoa.
Em 1953, recebeu o Primeiro Prêmio de Pintura na Bienal de São Paulo e, em 1955, o Grande Prêmio de Pintura do Carnegie Institute, de Pittsburgh, Estados Unidos.
Em 28 de julho de 1993, foi vítima de um acidente de trânsito, em Loiret, França e morreu em 1 de agosto de 1993 no hospital de Orléans la Source, França. No dia 5 de agosto, seus funerais tiveram lugar na Igreja do Santo Sepulcro de Abbeville e foi enterrado em sua aldeia natal.
Sobre seu cavalete, ficou inacabada a obra Nossa amiga a morte, segundo Mozart, última meditação pictórica sobre uma passagem de uma carta de Mozart a seu pai.

## As formas
Uma mudança radical de orientação estética, contemporânea de sua conversão, o faz tomar lugar, com o Salve Regina de 1945, entre os maiores nomes da pintura não figurativa do século XX.
Uma obra abstrata (uma tela de Mondrian, por exemplo) não pode ser uma obra de arte sacra, pois ela não se refere a nada mais do que a ela mesma. A obra não figurativa é igualmente sinal dela própria, como toda obra de arte, mas a rejeição da representação direta de um evento deixa filtrar os indícios daquilo que tocou a sensibilidade do artista. É porque ele não pode falar, mas como ele tem de qualquer maneira algo a dizer, que Manessier começa um quadro e procura exprimir o inefável em que ele de repente habitou. O reencontro com o sagrado não é mais descrito (a descrição que conduz freqüentemente a uma dessacralização), mas manifestado. Em Fra Angelico o sagrado entrelaça-se no cenário, o que a evolução da pintura no século XX não permite mais, com algumas notáveis exceções, como Georges Rouault. A arte não figurativa autoriza uma abertura sobre o indizível fulgor do reencontro com Deus. E se Manessier estende essa escolha no tratamento da Natureza e dos fa(c)tos humanos, é que sua sensibilidade o faz perceber que há na Natureza alguma coisa que vai além do primeiro olhar, que há no Homem alguma coisa que ultrapassa o Homem. Tudo é cheio de Deus, dizia Heráclito.

## Literatura
(em francês) Manessier - Lumières du Nord La Renaissance du Livre, ISBN 2-8046-0421-7.
Fonte: Wikipedia em francês e em alemão